# Prostitution i Tyskland
| Prostitution i Tyskland |
| --- |
| En tysk prostituerad kvinnas självporträtt i en bordell, 1999. - Betydelse – prostitution och sexarbete i Tyskland genom historien - Legalitet – Medeltidens reglerade bordeller, 1500-talets stängning av bordeller, 1800-talets reglementerade prostitution, 2000-talets legalisering - Omfattning – cirka 400 000 sexarbetare, varav 10% registrerade (2019) |

Prostitution i Tyskland är lagligt, inklusive marknadsföring av prostitution och bordeller. Dock är den sociala stigmatiseringen alltjämt ett stort problem, och många prostituerade lever ännu dubbelliv. Myndigheterna ser exploateringen av kvinnor från Östeuropa som ett av de största problemen.

## Historik

### Medeltiden
Prostitution i det historiska Tyskland finns omtalat i skrift sedan medeltiden. Från 1200-talet och framåt hade flera tyska städer bordeller benämnda Frauenhäuser ("kvinnohus"). Prostitutionen sågs i stort sett som ett nödvändigt ont, inklusive för ogifta män (i en miljö där föräktenskapligt sex ansågs omoraliskt). 

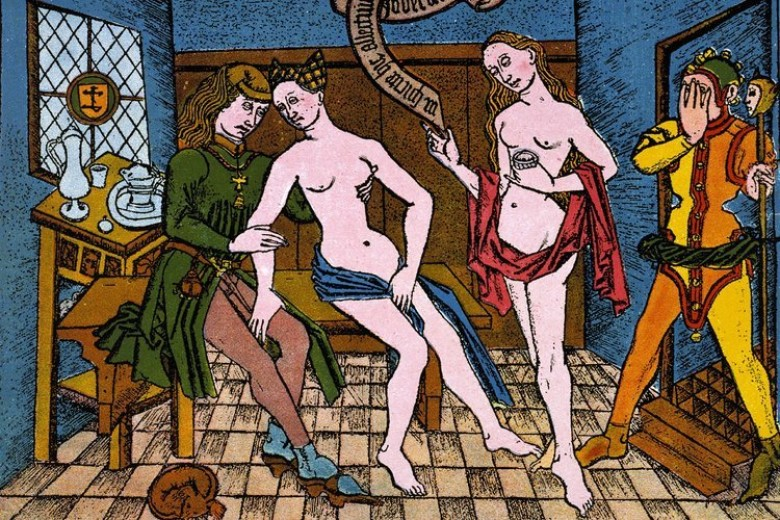
Tysk bordell på 1400-talet.

Under medeltiden tolererades prostitution i Tyskland, då det uppfattades som nödvändigt för att skydda icke prostituerade kvinnor från våldtäkt från män som ändå inte var förmögna till sexuell självbehärskning. Från 1200-talet organiserade många städer reglerad prostitution via lagliga bordeller (Frauenhäuser), vilka beskyddade de prostituerade i utbyte mot beskattning. Detta var en period när många andra städer i det senmedeltida Centraleuropa gjorda sammalunda, och exempel på kommunala bordellkontrakt finns från Toulouse 1296, Strasbourg (då en tysk stad) 1469, München 1433 och Sevilla 1469.
De kommunala styrena auktionerade i regel ut förvaltningen av bordellen som ett kommunalt kontrakt, till en Frauenwirt ('kvinnovärd'). Staden fick enligt kontraktet en avtalad årligt summa, och bordellägaren kunde hyra ut rum och logi till de prostituerade mot den ersättning som han klarade av att driva in från dem. Staden förelade bordellägaren vissa begränsningar vad gäller öppettider och kundkrets; det var vanligt att den skulle hålla stängt på kristna högtider och inte kunde ta emot präster, judar eller gifta män som kunder. Prostituerade kunde även bötfällas av staden för att ägna för mycket tid åt en kund, i syfte att stävja bildandet av fasta relationer mellan sexsäljare och sexköpare.
Under medeltiden fungerade prostitutionen både som ett socioekonomiskt fenomen, men det hanterades via regleringen även som en sorts social kontroll. Genom den reglerade prostutionen kunde man slippa lösaktiga kvinnor i samhället i övrigt. Många städer accepterade prostitutionen så länge den inte var för synlig, och hora (tyska: Hure) var ett av de vanligaste skällsorden som noterades i tidens tyska förtalsrättegångar. Samtidigt kunde en prostituerad bjudas in till ett bröllop såsom en hedersgäst. I samband med det fyra år långa konciliet i Konstanz 1414–1418 tackade kejsar Sigismund skriftligen staden Konstanz för att ha ställt till 1 500 prostituerade till förfogande.
Vid sidan av den reglerade bordellprostitutionen var det vanligt med olicensierade prostituerade. Dessa var ofta yngre, mindre erfarna och med dyrare tjänster, och de samlades i regel runt oreglerade barer i den kommunala bordellens närhet. Denna okontrollerade verksamhet oroade städernas styresmän, vilka i bland annat Augsburg utdömde böter till dem.

### 1500- till 1700-talet

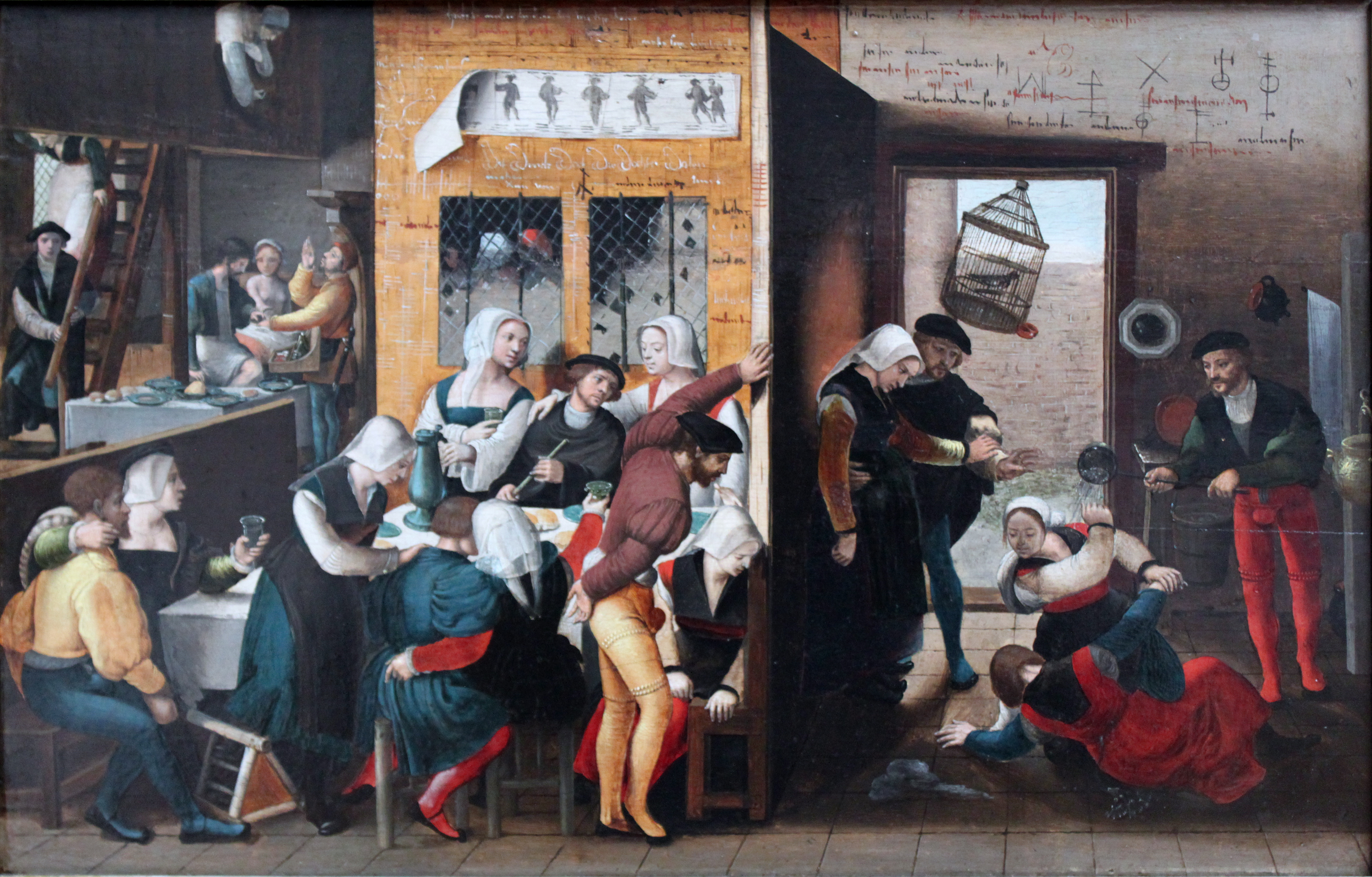
Bordellscen från Braunschweig, 1537.

Attityden förändrades under 1500-talet på grund av syfilisepidemin och reformationen. 1530 befallde kejsar Karl V därför att alla bordeller i det tysk-romerska riket skulle stängas. I Augsburg bekräftades detta med en lokal stadga 1532, i Frankfurt 1560. Motsvarande stängningar skedde i Frankrike, Italien, Schweiz och Spanien, vilket innebar att den kommunala bordellen i mitten av 1600-talet var avskaffad mer eller mindre överallt.
Karl V:s påbud 1530 skedde cirka 30 år efter den värsta europeiska epidemin i syfilis, men den kom strax efter att Martin Luthers lära hade nått vid spridning i Centraleuropa. Luther fördömde prostitutionen och kritiserade kyrkofadern Augustinus tankar om praktiken som ett nödvändigt ont. Protestantiska reformatorer ansåg istället att män och kvinnor skulle bedömas enligt samma moraliska måttstock, vilken predikade allmän kyskhet. Även inom katolicismen infördes nu en mer moralisk anda, exemplifierat av att påven Pius V 1566 "kastade ut" alla kurtisanerna från Rom.
Även ekonomin var i vissa fall ett problem. 1501 (då syfilisepidemin pågick) försökte staden Frankfurt auktionera ut driften av den kommunala bordellen, men inga köpare stod att finna.
Samtidigt återstod den oreglerade (gatu)prostitution som 1400-talets kommunala styren förgäves försökt utrota men som nu blev vanligare. Kunderna ville inte längre umgås så nära de beväpnade män (soldater) som 1500- och 1600-talens religiösa krig förde runt i Europa. Detta ledde också till att den stående armén nu ställde grupper av prostituerade till tjänst som mer eller mindre fasta delar av en här. De prostituerade – "lägerskökorna" – kom nu att följa med hären, som en del av trossen där en mängd kvinnor pojkar och tjänare handhade olika typer av understödjande sysslor. Tillgång på prostituerade i trossen ansågs också minska problemet med våldtäkter mot lokalbefolkningen i de områden där arméerna drog fram.
Stora mängder "lösaktiga" kvinnor runt armén innebar dock andra problem, inklusive spridning av könssjukdomar till soldaterna. Städerna Strasbourg, Frankfurt och Nürnberg försökte förgäves skingra de grupper av prostituerade som slagit läger utanför stadsmurarna och sålde sina tjänster till soldater i den närbelägna skogen.
Reglerna emot prostitution blev successivt hårdare i Tyskland, liksom i andra europeiska länder. 1720 hade snart sagt alla europeiska städer infört ordningslagar emot prostitution, med hot om fängelse. 1690 lät Fredrik I stänga alla bordeller i Preussen och arrangera offentlig prygling av de boende på bordellerna. 1750 instiftade kejsarinnan Maria Teresia en "kyskhetskommission", vilket också det innebar stängning av bordeller och arresteringar av prostituerade, vilka dömdes till gatsopning.
Detta skedde samtidigt som en ny typ av prostitution blev vanligare i de mer välbärgade miljöerna, i och med att kurtisanen som fenomen blev vanligare. Denna yrkesgren sålde inte bara sex utan även umgänge i övrigt, något som kan ses som en sorts "lyxprostitution" och jämföras med den moderna tidens sugardejtning. Kurtisanen drabbades inte av förbuden mot bordeller och gatuprostitution, eftersom hon inte rörde sig i de miljöerna och dessutom hade rika beskyddare. Livet för de oreglerade prostituerade på gatan blev dock svårare, i mer behov av skydd, vilket innebar att hallickar, skrupellösa hyresvärdar och utpressare kunde utnyttja situationen.
Mot slutet av 1700-talet lättades regleringarna ånyo. 1792 införde staden Berlin reglerad prostitution, där polistillstånd krävdes för att få öppna en bordell. Prostituerade begränsades också att driva sin verksamhet endast på vissa gator.

### 1800-talet och kejsardömet (1870-1918)
Under 1800-talet växte ett system med reglementerade prostitution efter franskt mönster fram i Tyskland. Det ansågs omöjligt att hindra män att få utlopp för sina sexuella behov. Etersom kvinnor inte tilläts ha sex utanför äktenskapet, ansågs prostituerade kvinnor nödvändiga för att hindra män från att begå våldtäkt på icke prostituerade kvinnor. Verksamheten reglerades främst på lokal nivå, och 1839 infördes detta reglemente i Preussen. Bordeller var tillåtna och reglerade i Stuttgart och Hamburg men förbjudna i Berlin och München.

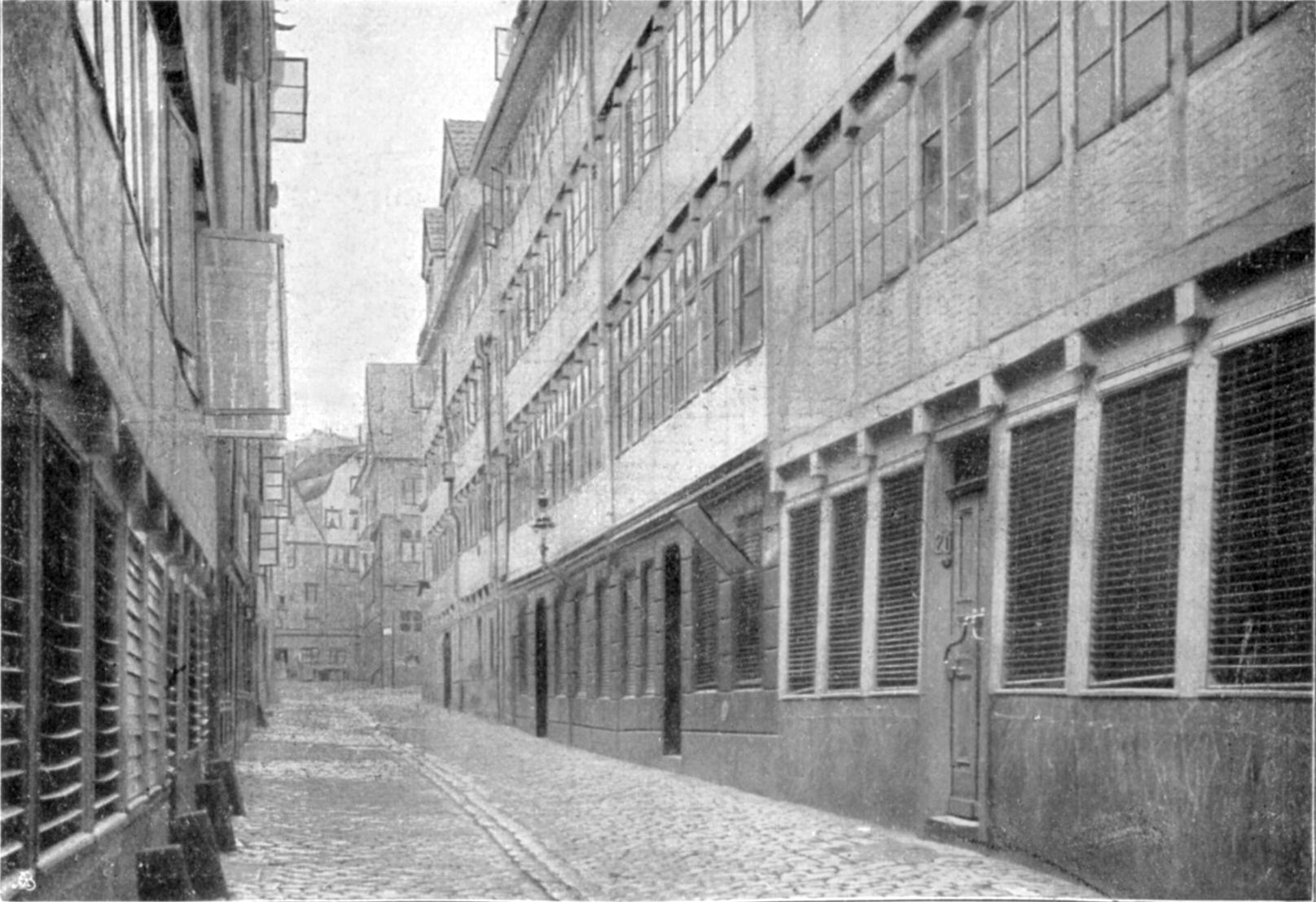
Herbertstrasse, gata med bordeller i Hamburg, 1890.

1876 års nationella lag stadgade att prostitution var illegal endast om den skedde utanför poliskontroll. I Tyskland definieras prostitution endast som sådan om man kunde bevisa utförandet av en betald sexuell tjänst, i motsats till i Österrike där det räckte med blotta misstanken.

### Resten av 1900-talet
Den reglerade prostitutionen avskaffades i Tyskland 1927, vilket lämnade verksamheten i ett laglöst tillstånd.

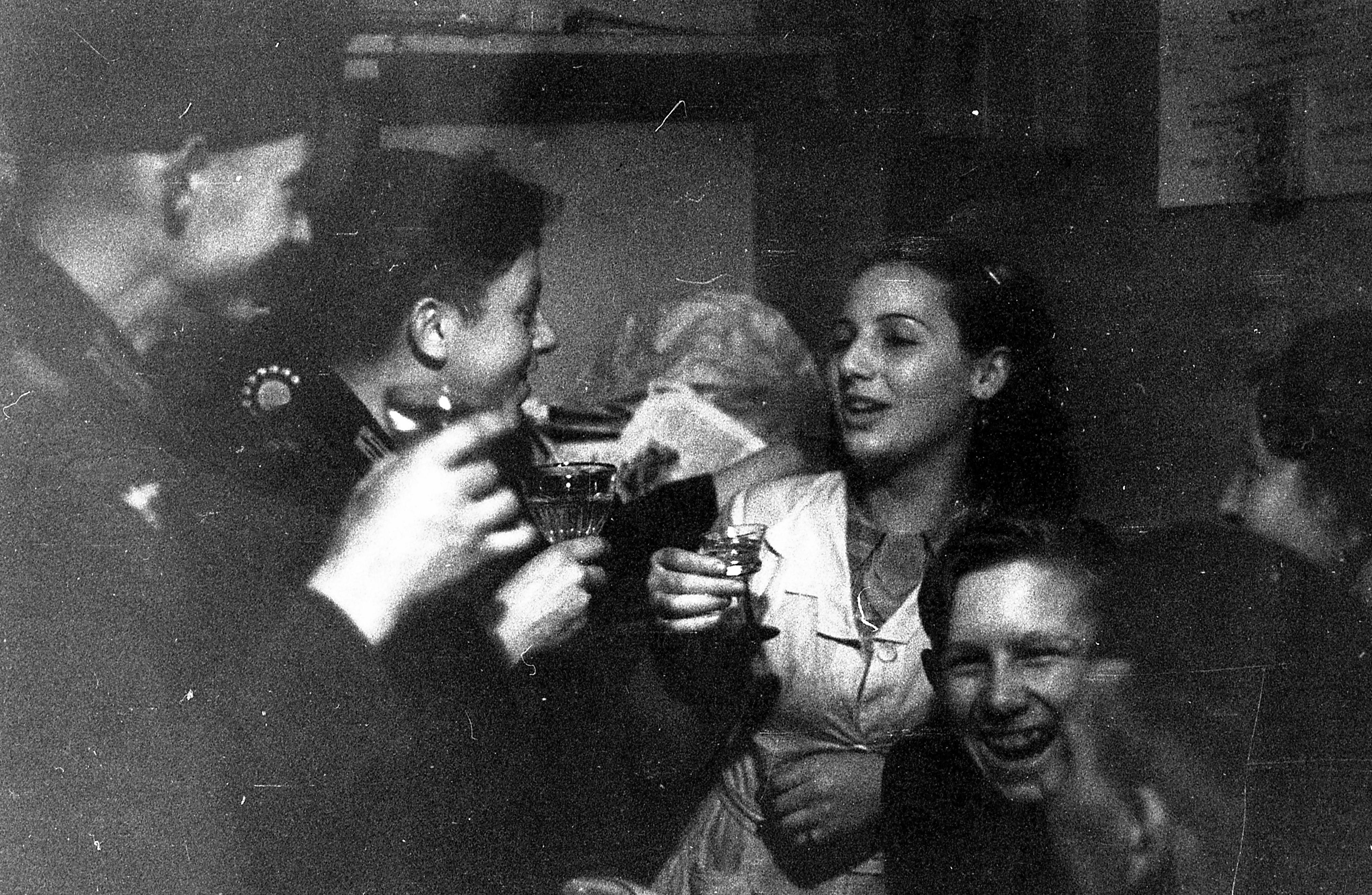
Tyska soldater i en militärbordell i Frankrike, 1940.

Nazityskland kriminaliserade inte prostitution som sådant, men prostituerade klassificerades som "asociala" och blev i egenskap av asociala ofta arresterade och placerade i koncentrationsläger. Samtidigt tillät Nazityskland vissa former av kontrollerad prostitution, såsom lägerbordeller i tyska koncentrationsläger, militärbordeller och vissa kontrollerade bordeller i städerna. 
Efter krigsslutet 1945 var prostitution fortsatt lagligt i både Östtyskland och Västtyskland, och fortsatte att vara det när Tyskland enades 1990.

### Från 2002

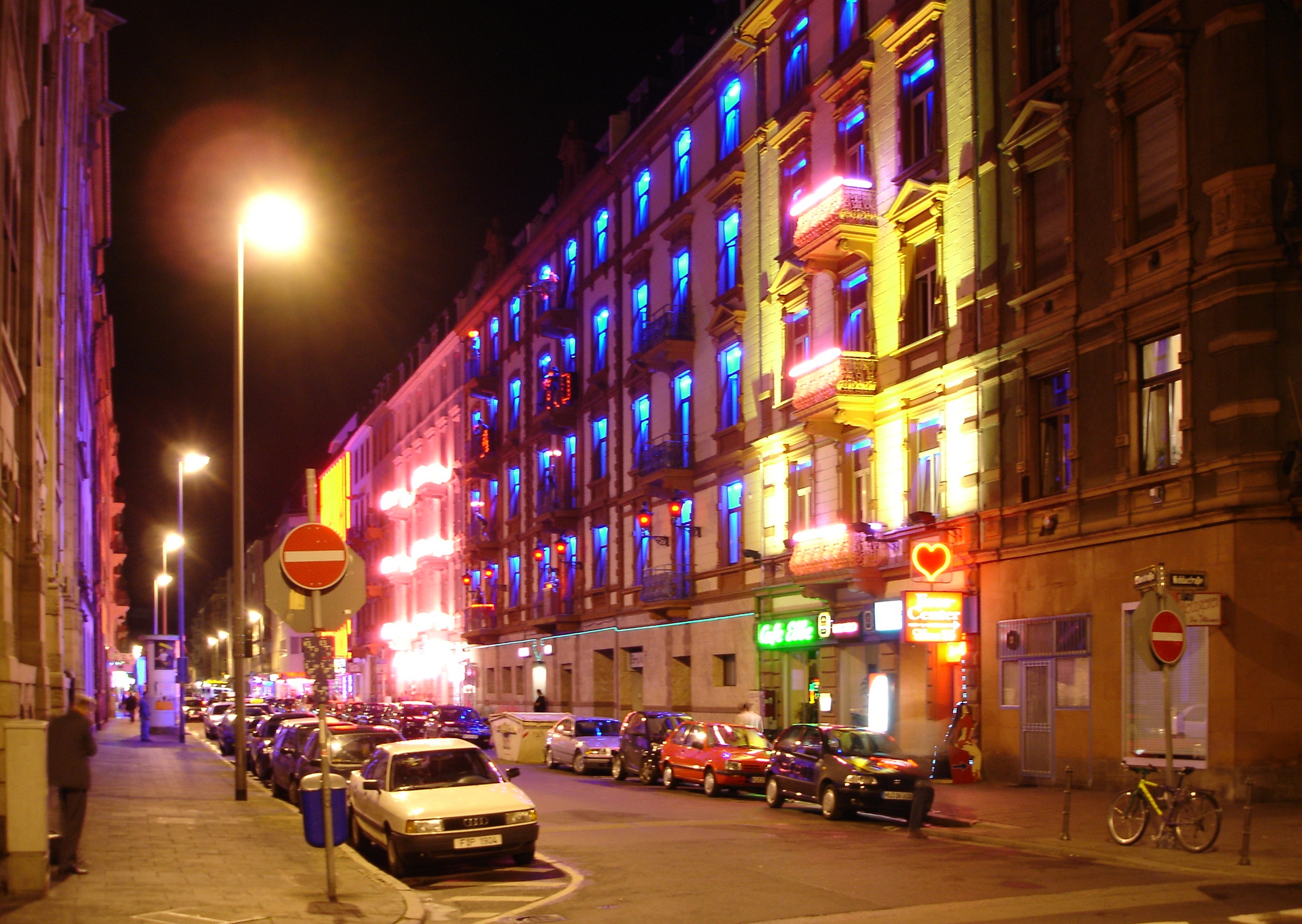
Prostitutionsstråk i Frankfurt-am-Main, 2005.

2002 genomfördes en lagändring runt prostitution i Tyskland. Denna – Prostitutionsgesetz – slopade det allmänna förbudet emot koppleri eller annat främjande av prostitution och införde en möjlighet för sexarbetare att erhålla standardmässiga anställningsavtal. Syftet med lagändringen, som genomfördes av SPD med stöd av Die Grünen, var att försöka förbättra villkoren inom prostitution genom normalisera verksamheten och avskaffa det sociala stigmat kring den.
Tyskland har, som ekonomisk motor i det centrala Europa, en omfattande prostitution. Enligt vissa siffror finns i landet cirka 400 000 prostituerade, varav de flesta är kvinnor, och dagligen genomförs över en miljon transaktioner för sex i landet. I landet finns numera exempel på reglerade bordeller i bland annat de större städerna, med en del exempel på stordrift och bordeller med en stor mängd prostituerade.
Mycket få av de prostituerade har dock nyttjat de möjligheter som finns för att registrera sig i det tyska sjukförsäkringssystemet. Stigmatiseringen kring prostitution kvarstår hos stora delar den tyska befolkningen, och den är ännu högre i de länder där många "gästarbetande" EU-migranter är födda och i många fall fortfarande är skrivna.
2017 skärptes den tyska lagstiftningen, med syfte att öka kontrollen av de prostituerade. Denna har dock mött kritik, i det att den enligt många sexarbetare innebär ett för stort intrång i deras arbete och vardag. 2021 hade endast 40 000 tyska prostituerade ansökt om den sexarbetarlegitimation (av kritikerna kallad "Huren-ID") som inkluderas i den nya lagen. 
 Vissa prostituerade kämpar istället för en total avkriminalisering och normalisering, enligt mönster från Belgien där prostitution 2022 och 2024 omvandlades till ett normaliserat yrke i linje med andra på landets arbetsmarknad.
Europeiska parlamentet rekommenderade i ett beslut 2023 de olika medlemsländerna att införa den svenska modellen kring prostitution, vilken kriminaliserar sexköp. Denna lagmodell har även förespråkats av tidigare förbundskansler Olaf Schulz. De tyska förbundsdagspartierna var i början av 2025 splittrade i frågan. Sommaren 2025 väntas en utvärdering av den tyska lagen från 2017.

## Kända bordeller
- Artemis (bordell)